# Sulfuro de oro (III)
El sulfuro de oro (III) o sulfuro áurico es un compuesto inorgánico de fórmula Au2S3. Se ha descrito como un sólido negro y amorfo. Solo se ha producido la fase amorfa y la única prueba de su existencia se basa en el análisis térmico.

## Investigaciones
Las primeras investigaciones pretendían preparar sulfuro de oro mediante la reacción de tetracloroaurato de litio con sulfuro de hidrógeno:
2 Li[AuCl
4] + 3 H
2S → Au
2S
3 + 2 LiCl + 6 HCl
Preparaciones similares a base de ácido cloroaúrico, cloruro de oro(III) o sulfato de oro(III) se han realizado en disolventes anhidros, pero el agua muestra una descomposición redox de oro metálico en ácido sulfúrico:  
8 Au3+ + 3 S2− + 12 H
2O → 8 Au + 3 H
2SO
4 + 18 H+

Por el contrario, se afirma que el ciclo-octasulfuro reduce el sulfato de oro (III) a una mezcla de sulfuros de oro y óxidos de azufre:
Au
2(SO
4)
3 + S
8 → Au
2S
3 + Au
2S + 4 SO
3 + 6 SO
2
También se ha afirmado que el sulfuro áurico es el producto resultante de la sonicación del acetato áurico con ciclo-octasulfuro en decalina.
Se afirma que el sulfuro áurico reacciona también con el ácido nítrico y el cianuro de sodio. Se afirma que se disuelve en solución concentrada de sulfuro de sodio. 